# Gladys Adda
Gladys Adda (Gabés, 2 de junio de 1921-1995) fue una activista política, sindicalista y defensora de los derechos de las mujeres tunecina. También luchó en el movimiento por la independencia de Túnez. Fue también bibliotecaria, documentalista y profesora de periodismo.

## Biografía
Adda nació en Gabès el 2 de junio de 1921 en el seno de una familia modesta judía aunque su madre se empeñó en que pudiera ir a la escuela y tuviera un certificado de estudios.   Una rama de su familia provenía originalmente de Batna, Argelia. Su abuelo materno dejó la Argelia fancesa para probar fortuna en Túnez donde gestionaba un pequeño hotel en el sur.
En primaria estudió en una escuela para niñas donde había musulmanas, judías y europeas. En secundaria asistió a una escuela mixta.
Como ocurría con las chicas de su edad en la época, en 1936, cuando tenía 15 años, su familia  la casó con un hombre judío de Gabés doce años mayor que ella. 
Siete años después Adda decide divorciarse y trasladarse a la capital tunecina con su amiga Bice Slama, otra judía tunecina activista implicada en diversas causas. Era un periodo oscuro para la población judía de Túnez durante la ocupación de 1942 a 1943 de las fuerzas militares de la Alemania nazi y de Italia. Durante este periodo Gladys se dedicó a repartir folletos antinazis y anticoloniales denunciando la presencia de las fuerzas de ocupación alemanas de Vichy en Túnez .
En 1944 se unió a la rama tunecina del Partido Comunista porque consideraba que era la única organización que simultaneaba la lucha contra el fascismo y la defensa contra la opresión, especialmente contra los trabajadores.
Adda y Slama distribuían panfletos a los trabajadores al tiempo que dedicaban sus esfuerzos a la lucha por los derechos de las mujeres.  
En 1944  fue una de las cofundadoras de la Unión de Mujeres de Túnez (UFT) dirigida por Nabiha Ben Miled junto a otras activistas como Neila Haddad y Gilda khiari una organización asociada al partido comunista local. Se involucró en la organización de clínicas gratuitas para mujeres y en escuelas alternativas para menores y personas adultas. En ese momento se negaba el acceso a la educación en las escuelas coloniales como resultado de las demandas de independencia de Túnez.   
En el mismo periodo conoció a su segundo marido, Georges Adda (1916-2008), un dirigente del Partido Comunista Tunecino también judío, con quien tuvo gemelos en un periodo de gran dificultad económica que logró superar con el apoyo de las compañeras del movimiento de mujeres.  Georges Adda fue encarcelado en la década de 1950 por su compromiso con el movimiento nacionalista que luchaba por la independencia de Túnez contra Francia.
La UFT reclamó ante el parlamento francés en París la implementación de los derechos humanos civiles para los presos políticos.  Túnez logró la independencia en 1956 y, a diferencia de muchos otros activistas ella y su esposo decidieron quedarse en Túnez. La UFT mantuvo su activismo y extendió su apoyo a quienes desde la Argelia vecina estaban todavía luchando por la independencia.
Con la independencia la vida de Gladys da un giro. Acepta un trabajo en la recién creada Banca Nacional Tunecina donde trabaja hasta su jubilación en 1981. Considera que es importante para la justicia social y la igualdad que exista un sector bancario sólido mientras continúa trabajando por los derechos de las mujeres tanto en el norte de África como de manera global. Dio clases en la universidad de gestión de negocios y participó en la Liga de los Derechos Humanos de Túnez.
También era miembro activa de la Asociación tunecina de bibliotecarias y archivistas y también se interesó por el papel de la prensa. Investigó sobre el papel de la prensa y fue profesora en el Instituto de Prensa y de Ciencias de la Información de Túnez además de ser una de las primeras mujeres tunecinas en implicarse en la cuestión de la prensa, entre ellos el Ettaliaa (La élite) y "El Mostaqbal" (El futuro) a principios del siglo XX. 
Murió en diciembre de 1995 y donó su cuerpo a la ciencia.

## Publicaciones
- Symbole et structure déterminative dans le texte journalistique - Gladys Adda en Revue Tunisienne de Communication n° 2 - Juillet-décembre 1982[2]

## Reconocimientos
- En 2015 la Asociación Tunecina de Bibliotecarios realizó un homenaje con motivo del vigésimo aniversario de su muerte. Mélanges Gladys Adda , vingtième anniversaire du décès (1995-2015).[1]
- En 2016 se anunció que una sala de la Biblioteca Nacional de Túnez llevaría el nombre de Gladys y Georges Adda.[1]